# Görel Wiman

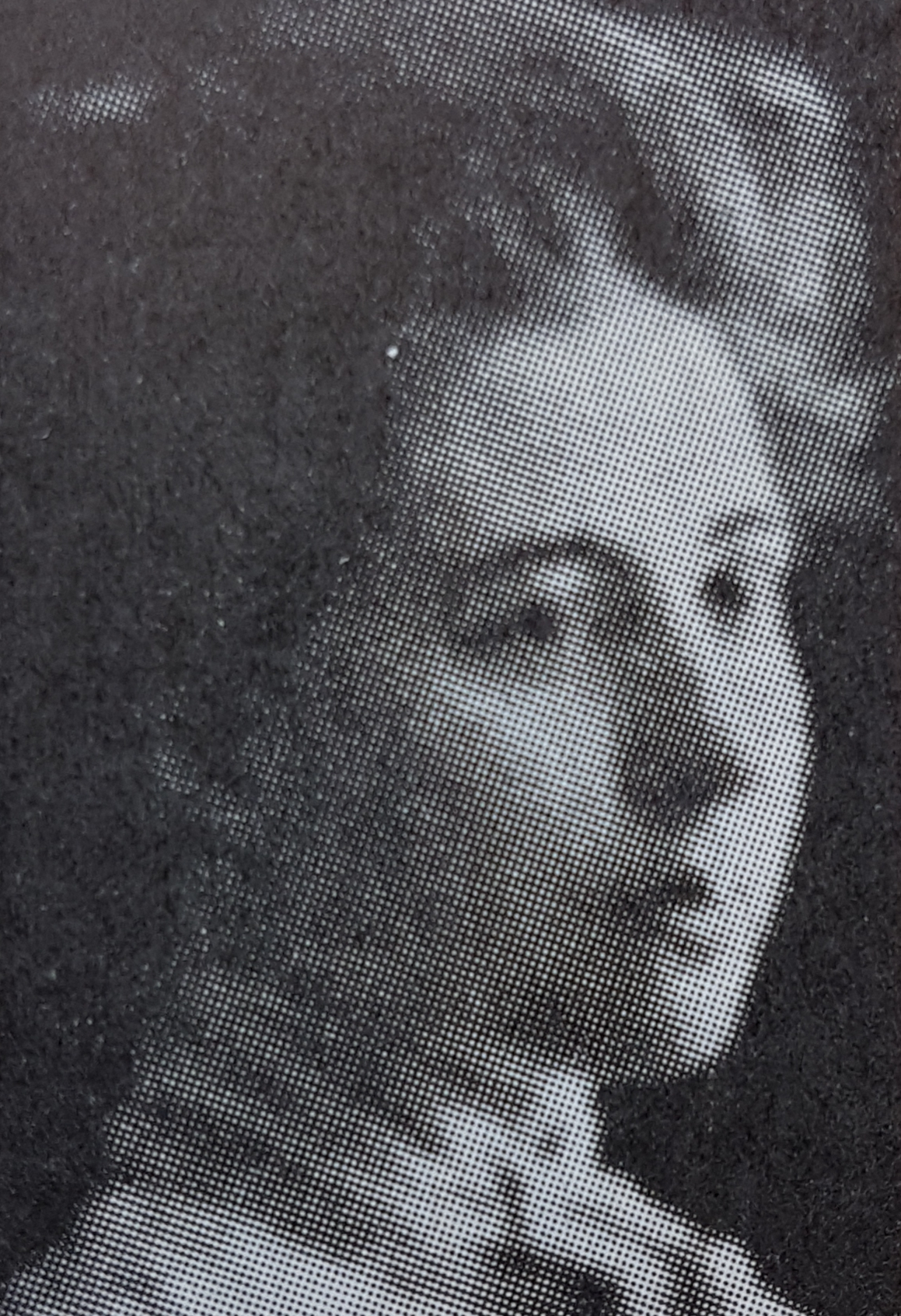
Görel Wiman

Görel Hildur Maria Wiman född 11 januari 1873 i Bro socken, Uppland, död 5 maj 1910 i Lidingö, var en svensk målare och grafiker.
Hon var dotter till kaptenen Carl Ludvig Leonard Wiman och Julia Charlotta Steen. Wiman studerade vid Konstakademien i Stockholm 1892–1898 där hon sista läsåret belönades med akademiens andra medalj hon deltog i Axel Tallbergs etsningskurs 1895–1896. Hon medverkade i Svenska konstnärernas förenings utställningar i Stockholm 1898 och 1901, Sveriges allmänna konstförenings utställning i Gävle 1902 och Göteborgs konstförenings utställning på Valand i Göteborg 1902. Hon var representerad på den retrospektiva avdelningen vid Föreningen Svenska Konstnärinnors utställning i Stockholm 1911. Hennes konst består av landskapsskildringar med motiv från Dalarna och Gotland utförda i olja.
Familj: Görel Wiman var mor till Stig Arbman (1901-1983) grundare av reklambyrån Arbmans.